# Mimoclystia euboliata
Mimoclystia euboliata är en fjärilsart som beskrevs av Walker 1863. Mimoclystia euboliata ingår i släktet Mimoclystia och familjen mätare. Inga underarter finns listade i Catalogue of Life.